# Even Heaven Cries
Even Heaven Cries е поп балада, написана от Роби Невил, Лоурън Ивънс, Филип Денкер, Йонас Йеберг и Йенс Лумхолт за дебютния студиен албум на Monrose – Temptation (2006). Песента е продуцирана от Йенберг и е издадена като втория сингъл от албума на 2 март 2007. Песента достига топ 10 в Германия и Словения и топ 20 в Австрия, Швейцария, както и в комбинираната Европейска класация. Even Heaven Cries също така е и песента, с която Monrose участват на немската предварителна селекция за песен на Евровизия 2007, където в крайна сметка стават втори.